# Rongqiao Shuiku
Rongqiao Shuiku (kinesiska: 戎桥水库) är en reservoar i Kina. Den ligger i provinsen Anhui, i den östra delen av landet, omkring 97 kilometer öster om provinshuvudstaden Hefei. Rongqiao Shuiku ligger 27 meter över havet. Arean är 1,6 kvadratkilometer. Trakten runt Rongqiao Shuiku består till största delen av jordbruksmark. Den sträcker sig 3,6 kilometer i nord-sydlig riktning, och 2,0 kilometer i öst-västlig riktning.
Genomsnittlig årsnederbörd är 1 293 millimeter. Den regnigaste månaden är juli, med i genomsnitt 225 mm nederbörd, och den torraste är december, med 39 mm nederbörd.